# پمپ خلأ

پمپ دمندهٔ روتس دو پروانه، یکی از نمونه‌های پمپ خلأ است.

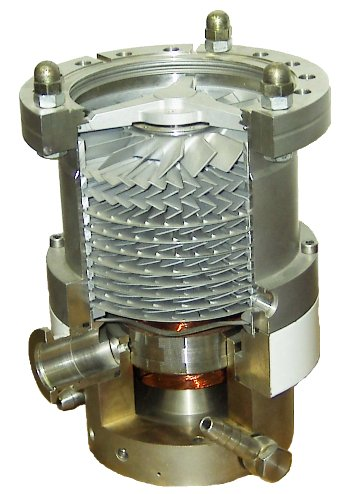
نمایی از داخل یک پمپ توربومولکولی خلأ فوق-بالا

پمپ خلأ (به انگلیسی: Vacuum Pump) دستگاهی است که با تخلیه مولکولهای هوا (یا گاز دیگر) از یک محفظهٔ آب‌بندی شده، یک فشار منفی یا (خلأ نسبی) ایجاد می‌کند.
این وسیله نخستین بار در سال ۱۶۵۰ میلادی توسط دانشمند آلمانی اتو فون گریکه و با انجام آزمایش نیمکره ماگدبورگ اختراع شد. از آن پس مدل‌های گوناگونی بر این اساس و برای استفاده‌های مختلف ساخته شده‌است.
پمپ‌های خلأ، با اتاقک‌ها و روش‌های عملیاتی گوناگون خود می‌توانند طیف گسترده‌ای از سیستم‌های ایجاد خلأ را به وجود آورند. گاهی برای انجام کار مشخصی از بیش از یک پمپ استفاده می‌شود و این پمپ‌ها می‌توانند به صورت سری یا موازی در یک برنامهٔ واحد استفاده شوند. با استفاده از یک پمپ جابجایی مثبت که مقداری گاز را از دهانهٔ ورودی به کانال خروجی (اگزوز) منتقل می‌کند می‌توان یک خلاء جزئی، یا خلاء تقریبی ایجاد کرد. به دلیل محدودیت‌های مکانیکی، این گونه پمپ‌ها تنها می‌توانند خلأ محدودی ایجاد کنند. برای رسیدن به یک خلاء بالاتر، می‌توان از روش‌های دیگر و گاهی هم افزودن پمپ‌های دیگری به صورت سری استفاده کرد.
دستیابی به خلأ بالا کار دشواری است زیرا همهٔ مواد زمانی که در معرض خلأ قرار گیرند کم و بیش به شکلی واکنش نشان می‌دهند. تبخیر، آزاد شدن گازهای قبلاً جذب شده (جذب سطحی) و دیگر پدیده‌ها خلأ ایجاد شده را پر کرده و از رسیدن به میزان خلأ دل‌خواه جلوگیری می‌کنند. معمولاً تمام سطحی که با خلأ در تماس هستند باید از موادی که در دمای بالا پخته شده باشند تهیه شوند تا از میزان این گازها بکاهند.

## پیشینه
پمپ‌های مکنده اولین نوع پمپ خلاء بوده‌اند، که رومیان آن را می‌شناختند. پمپ‌های دو جهت مکنده-دمنده در ویرانه‌های شهر پمپئی یافت شده‌است. بدیع‌الزمان جزری دانشمند مسلمان قرن ۱۳ پمپ‌های خلاء را توصیف کرده‌است.

## انواع

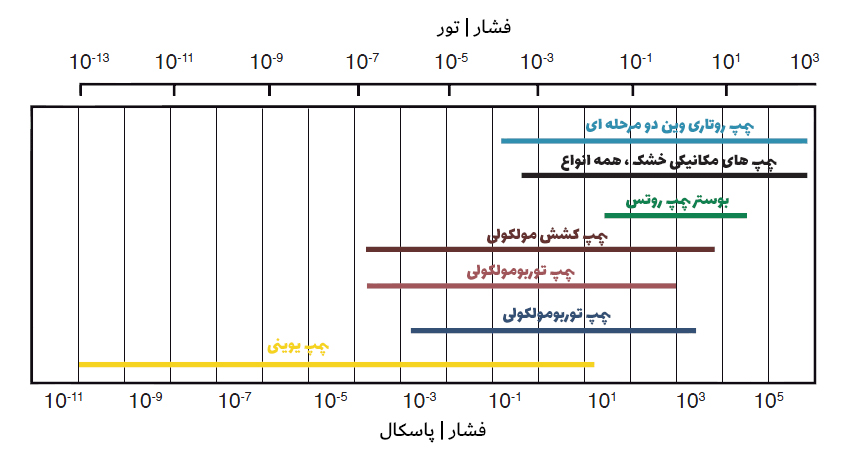
محدوده عملکرد انواع پمپ خلاء

به صورت کلی به سه دسته اصلی پمپ خلأ آب در گردش یا رینگ آبی، پمپ وکیوم روغنی و خشک تقسیم می‌شود.
نوع آبی بیشتر در صنایع سنگین کاربرد دارد، از آب برای خنک کردن استفاده می‌کند.
پمپ روغنی نیز در صنایع متوسط کاربرد دارد و از روغن جهت خنک کردن استفاده می‌کند.
کاربرد پمپ وکیوم خشک نیز در صنایع سبک بوده و هوای ورودی در آن کار خنک‌کنندگی را بر عهده دارد.

## پمپ‌های جابجایی مثبت
پمپ خلاء جابجایی مثبت به این شکل تعریف می‌شود: «پمپ خلأئی که مکش می‌کند، متراکم می‌کند و گازی را که باید پمپ شود را تخلیه می‌کند، اگر نیاز باشد از طریق ولوها و به کمک پیستون‌ها، روتورها یا لغزنده‌ها و …، که با کمک روغن یا بدون آن آب‌بند شده‌است.»

### انواع پمپ‌های جابجایی مثبت

#### پمپ‌های خلاء جابجایی مثبت رفت و برگشتی
- پمپ پیستونی
- پمپ دیافراگمی
- پمپ وکیوم آبی

#### پمپ‌های خلاء جابجایی مثبت دورانی (روتاری)
- پمپ تک-محوره (Single-spool)
- پمپ دو-محوره (Twin-spool)
- پمپ رینگ-مایع (Liquid ring pump)
- پمپ تیغه دورانی (rotary vane pump)
- پمپ چندمرحله ای (Multi-stage pump)
- پمپ پلانجر دورانی (Rotary plunger pumps)
- پمپ چرخه زادی (Trochoidal pumps)
- پمپ اسکرول (Scroll pumps)
- پمپ اسکرو (Screw-type pumps)
- پمپ پنجه ای (Claw pumps)
- پمپ روتس (Roots pumps)